# فيليب إم. باركر
فيليب إم. باركر (بالإنجليزية: Philip M. Parker)‏ هو مخترع وكاتب ومؤلف واقتصادي وأستاذ جامعي وشاعر أمريكي، ولد في 20 يونيو 1960 في الولايات المتحدة.
فيليب إم. باركر (مواليد 20 يونيو، 1960) يشغل منصب كرسي الأستاذية لعلوم الإدارة في معهد إنسياد (فونتينبلو، فرنسا). حصل على براءة اختراع عن طريقة آلية للحصول على مجموعة من الكتب المتشابهة من خلال قالب تملؤه بيانات تأتي من قاعدة بيانات ومن أبحاث الإنترنت. يدّعي أن برامجه كتبت أكثر من 200 ألف كتاب. ينشر باركر كتبه الآلية من خلال مجموعة آيكون الدولية، وذلك باستخدام عدة عناوين فرعية لمجموعة آيكون. ومن خلال مزود إيدج ميف ميديا فإنه يزود الشركات من مختلف المجالات التجارية بالتطبيقات لإنشاء محتوى خاص بهم مكتوب بواسطة الحاسوب.

## سيرة حياته
عانى باركر منذ ولادته من عسر القراءة، وقد طور لديه شغفًا مبكرًا بالقواميس. حصل على شهادات جامعية في الرياضيات والبيولوجيا والاقتصاد. حصل على شهادة دكتوراه في اقتصاديات الأعمال من كلية وارتون في جامعة بنسلفانيا، وعلى شهادات دراسات عليا في التمويل والعمليات المصرفية من جامعة إي-مارسي، وعلى شهادة في الاقتصاد الإداري من وارتون.
عمل مستشارًا أولًا في إي إم سي آي، وخبيرًا اقتصاديًا لشركات نيثان في العاصمة واشنطن، وذلك قبل أن ينتقل إلى كلية إدارة الأعمال الأوروبية للدراسات العليا ومعهد إنسياد للأبحاث.

## أعماله

### كتبه عن الاقتصاد
بالإضافة إلى مشاركته في كتابة بعض المقالات الاقتصادية التقنية، فقد ألّف باركر ستة كتب عن تطور الاقتصاد الوطني والتغير الاقتصادي. يصر في هذه الكتب على أن منفعة المستخدم ووظائف الاستهلاك يجب أن تكون مقيدة بقوانين فيزيائية، في مقابل البديهيات الاقتصادية التي تنتهك قوانين الفيزياء مثل قانون حفظ الطاقة.
-التأثيرات المناخية على السلوك الفردي، والاجتماعي والاقتصادي، غرين وود بريس، 1955.
-الموسوعة الإحصائية العابرة لثقافات العالم، غرين وود بريس، 1997. موسوعة من أربعة مجلدات تعيد صياغة إحصائيات العالم الاقتصادية الوطنية العالمية إلى مجموعات عرقية ودينية ولغوية.
-الاقتصاد الفيزيائي: أساسيات النمو الاقتصادي على المدى الطويل. معهد ماساتشوستس للتكنولوجيا، 2000. يتوقع في هذا الكتاب الاتجاهات الديموغرافية والاقتصادية العالمية للعام 2100: ويخلص إلى أن التقارب الاقتصادي على المدى الطويل بين مجموعات ثقافية مختلفة غير مرجح. ويعطي تفسيرًا لأهمية بعد المسافة عن خط الاستواء في التطور الاقتصادي. وكان تفسيره لمفارقة خط الاستواء معتمدًا على ما يلي:
1. يعتبر البشر من الثدييات الاستوائية، وقد تكيف معظمهم على الحياة في مناخ درجة حرارته تصل إلى 25 درجة مئوية (77 درجة فهرنهايت).
2. مع زيادة المسافة عن خط الاستواء، فإن زاوية الشمس تكون أصغر وينخفض معدل الحرارة، ويقل تعرض الشخص لأشعة الشمس الطبيعية؛
3. كي يتمكن البشر من العيش في أماكن بعيدة عن خط الاستواء، كان يتوجب عليهم أن يتعلموا ويتقنوا كيفية صنع الملابس والطعام ...إلخ، من أجل البقاء فقط وليس من أجل الرفاهية؛
4. انطلاقًا من هذه النقطة، يعتبر ناتج الإجمالي المحلي بشكل كبير مؤشرًا على البؤس الطبيعي للبيئة التي يعيش فيها الإنسان؛
5. من خلال إتقان البشر الذين هم في خطوط العرض الأعلى لطرق البقاء على قيد الحياة على مدى قرون، فقد اكتسبوا معرفة أكبر وأتقنوا تكنولوجيات فيزيائية لصنع المواد؛
6. مع زيادة الكثافة السكانية تطورت التكنولوجيات الاجتماعية (المؤسسات والقوانين..إلخ) على اعتبار أنها آليات تكيفية؛
7. ومكّنت هذه التكنولوجيات الاجتماعية والميزات الثقافية من إعادة إنشاء تكنولوجيات فيزيائية واجتماعية على مدى قرون من التزايد الفيزيائي والثقافي والاجتماعي التراكمي في رأس المال.[5]